# Lista das maiores varejistas do Brasil
Esta é uma lista das maiores empresas do segmento varejo no Brasil, segundo o seu faturamento, com base no ranking do Instituto Brasileiro de Executivos de Varejo (Ibevar).

## Listas

### 2022
Divulgado no ano de 2022, com base no ano de 2021.
| Posição | Empresa             | Segmento principal      | Faturamento     | País de origem          |
| ------- | ------------------- | ----------------------- | --------------- | ----------------------- |
| 1       | Carrefour Brasil    | Supermercadista         | R$ 81,1 bilhões | França                  |
| 2       | Assaí               | Supermercadista         | R$ 45,6 bilhões | Brasil                  |
| 3       | Magazine Luiza      | Loja de departamento    | R$ 42,9 bilhões | Brasil                  |
| 4       | Via                 | Loja de departamento    | R$ 36,3 bilhões | Brasil                  |
| 5       | Lojas Americanas    | Loja de departamento    | R$ 32,2 bilhões | Brasil                  |
| 6       | Grupo Pão de Açúcar | Supermercadista         | R$ 29,0 bilhões | França / Brasil         |
| 7       | Raia Drogasil       | Farmácias               | R$ 25,6 bilhões | Brasil                  |
| 8       | Grupo Big           | Supermercadista         | R$ 23,1 bilhões | Brasil / Estados Unidos |
| 9       | Grupo Boticário     | Cosméticos e perfumaria | R$ 18,1 bilhões | Brasil                  |
| 10      | Grupo Mateus        | Supermercadista         | R$ 17,9 bilhões | Brasil                  |

### 2021
Divulgado no ano de 2021, com base no ano de 2020.
| Posição | Empresa             | Segmento principal      | Faturamento     | País de origem          |
| ------- | ------------------- | ----------------------- | --------------- | ----------------------- |
| 1       | Carrefour Brasil    | Supermercadista         | R$ 74,7 bilhões | França                  |
| 2       | Grupo Pão de Açúcar | Supermercadista         | R$ 55,7 bilhões | França / Brasil         |
| 3       | Magazine Luiza      | Loja de departamento    | R$ 36,1 bilhões | Brasil                  |
| 4       | Via                 | Loja de departamento    | R$ 34,4 bilhões | Brasil                  |
| 5       | Lojas Americanas    | Loja de departamento    | R$ 25,4 bilhões | Brasil                  |
| 6       | Grupo Big           | Supermercadista         | R$ 25,2 bilhões | Brasil / Estados Unidos |
| 7       | Raia Drogasil       | Farmácias               | R$ 21,1 bilhões | Brasil                  |
| 8       | Natura              | Cosméticos e perfumaria | R$ 15,3 bilhões | Brasil                  |
| 9       | Grupo Boticário     | Cosméticos e perfumaria | R$ 15 bilhões   | Brasil                  |
| 10      | Grupo Mateus        | Supermercadista         | R$ 14,3 bilhões | Brasil                  |

### 2020
Divulgado no ano de 2020, com base no ano de 2019.
| Posição | Empresa             | Segmento principal      | Faturamento     | País de origem          |
| ------- | ------------------- | ----------------------- | --------------- | ----------------------- |
| 1       | Carrefour Brasil    | Supermercadista         | R$ 62,2 bilhões | França                  |
| 2       | Grupo Pão de Açúcar | Supermercadista         | R$ 61,5 bilhões | França / Brasil         |
| 3       | Via                 | Loja de departamento    | R$ 29,8 bilhões | Brasil                  |
| 4       | Grupo Big           | Supermercadista         | R$ 24,5 bilhões | Brasil / Estados Unidos |
| 5       | Magazine Luiza      | Loja de departamento    | R$ 24,3 bilhões | Brasil                  |
| 6       | Lojas Americanas    | Loja de departamento    | R$ 22,1 bilhões | Brasil                  |
| 7       | Raia Drogasil       | Farmácias               | R$ 18,3 bilhões | Brasil                  |
| 8       | Grupo Boticário     | Cosméticos e perfumaria | R$ 14,1 bilhões | Brasil                  |
| 9       | Lojas Renner        | Cosméticos e perfumaria | R$ 11,7 bilhões | Brasil                  |
| 10      | Havan               | Loja de departamento    | R$ 10,7 bilhões | Brasil                  |

### 2019
Divulgado no ano de 2019, com base no ano de 2018.
| Posição | Empresa             | Segmento principal   | Faturamento     | País de origem          |
| ------- | ------------------- | -------------------- | --------------- | ----------------------- |
| 1       | Carrefour Brasil    | Supermercadista      | R$ 56,3 bilhões | França                  |
| 2       | Grupo Pão de Açúcar | Supermercadista      | R$ 53,6 bilhões | França / Brasil         |
| 3       | Via                 | Loja de departamento | R$ 30,5 bilhões | Brasil                  |
| 4       | Walmart             | Supermercadista      | R$ 23,0 bilhões | Brasil / Estados Unidos |
| 5       | Lojas Americanas    | Loja de departamento | R$ 20,8 bilhões | Brasil                  |
| 6       | Magazine Luiza      | Loja de departamento | R$ 18,8 bilhões | Brasil                  |
| 7       | Raia Drogasil       | Farmácias            | R$ 15,5 bilhões | Brasil                  |
| 8       | Lojas Renner        | Loja de departamento | R$ 9,7 bilhões  | Brasil                  |
| 9       | Grupo DPSP          | Farmácias            | R$ 9 bilhões    | Brasil                  |
| 10      | Grupo Guararapes    | Loja de departamento | R$ 8,2 bilhões  | Brasil                  |

### 2018
Divulgado no ano de 2018, com base no ano de 2017.
| Posição | Empresa             | Segmento principal      | Faturamento     | País de origem          |
| ------- | ------------------- | ----------------------- | --------------- | ----------------------- |
| 1       | Carrefour Brasil    | Supermercadista         | R$ 52,3 bilhões | França                  |
| 2       | Grupo Pão de Açúcar | Supermercadista         | R$ 48,4 bilhões | França / Brasil         |
| 3       | Via                 | Loja de departamento    | R$ 29,1 bilhões | Brasil                  |
| 4       | Walmart             | Supermercadista         | R$ 28,1 bilhões | Brasil / Estados Unidos |
| 5       | Lojas Americanas    | Loja de departamento    | R$ 20,0 bilhões | Brasil                  |
| 6       | Raia Drogasil       | Farmácias               | R$ 13,8 bilhões | Brasil                  |
| 7       | Magazine Luiza      | Loja de departamento    | R$ 13,6 bilhões | Brasil                  |
| 8       | Grupo Boticário     | Cosméticos e perfumaria | R$ 11,2 bilhões | Brasil                  |
| 9       | Lojas Renner        | Loja de departamento    | R$ 9,6 bilhões  | Brasil                  |
| 10      | Grupo DPSP          | Farmácias               | R$ 9,2 bilhões  | Brasil                  |

### 2016
Divulgado no ano de 2016, com base no ano de 2015.
| Posição | Empresa             | Segmento principal      | Faturamento     | País de origem          |
| ------- | ------------------- | ----------------------- | --------------- | ----------------------- |
| 1       | Grupo Pão de Açúcar | Supermercadista         | R$ 76,9 bilhôes | França / Brasil         |
| 2       | Carrefour Brasil    | Supermercadista         | R$ 42,7 bilhões | França                  |
| 3       | Walmart             | Supermercadista         | R$ 29,3 bilhões | Brasil / Estados Unidos |
| 4       | Lojas Americanas    | Loja de departamento    | R$ 20,7 bilhões | Brasil                  |
| 5       | Magazine Luiza      | Loja de departamento    | R$ 10,4 bilhões | Brasil                  |
| 6       | Grupo Boticário     | Cosméticos e perfumaria | R$ 10,0 bilhões | Brasil                  |
| 7       | Raia Drogasil       | Farmácias               | R$ 9.4 bilhões  | Brasil                  |
| 8       | Cencosud            | Supermercadista         | R$ 9,2 bilhões  | Chile                   |
| 9       | Máquina de Vendas   | Loja de departamento    | R$ 8,5 bilhões  | Brasil                  |
| 10      | Lojas Renner        | Loja de departamento    | R$ 8,0 bilhões  | Brasil                  |

### 2012
Divulgado no ano de 2012, com base no ano de 2011.
| Posição | Empresa           | Segmento                | Faturamento     | País de origem          |
| ------- | ----------------- | ----------------------- | --------------- | ----------------------- |
| 1       | Pão de Açúcar     | Supermercadista         | R$ 46,5 bilhões | Brasil / França         |
| 2       | Carrefour Brasil  | Supermercadista         | R$ 28,8 bilhões | França                  |
| 3       | Walmart Brasil    | Supermercadista         | R$ 23,4 bilhões | Brasil / Estados Unidos |
| 4       | Lojas Americanas  | Loja de departamento    | R$ 10,2 bilhões | Brasil                  |
| 5       | Máquina de Vendas | Móveis e eletros        | R$ 7,2 bilhões  | Brasil                  |
| 6       | GBarbosa          | Supermercadista         | R$ 6,2 bilhões  | Brasil / Chile          |
| 7       | Makro             | Supermercadista         | R$ 5,6 bilhões  | Países Baixos           |
| 8       | O Boticário       | Cosméticos e perfumaria | R$ 5,5 bilhões  | Brasil                  |
| 9       | Magazine Luiza    | Loja de departamento    | R$ 5,2 bilhões  | Brasil                  |
| 10      | RaiaDrogasil      | Farmácias               | R$ 4,6 bilhões  | Brasil                  |